# Weincampus Neustadt

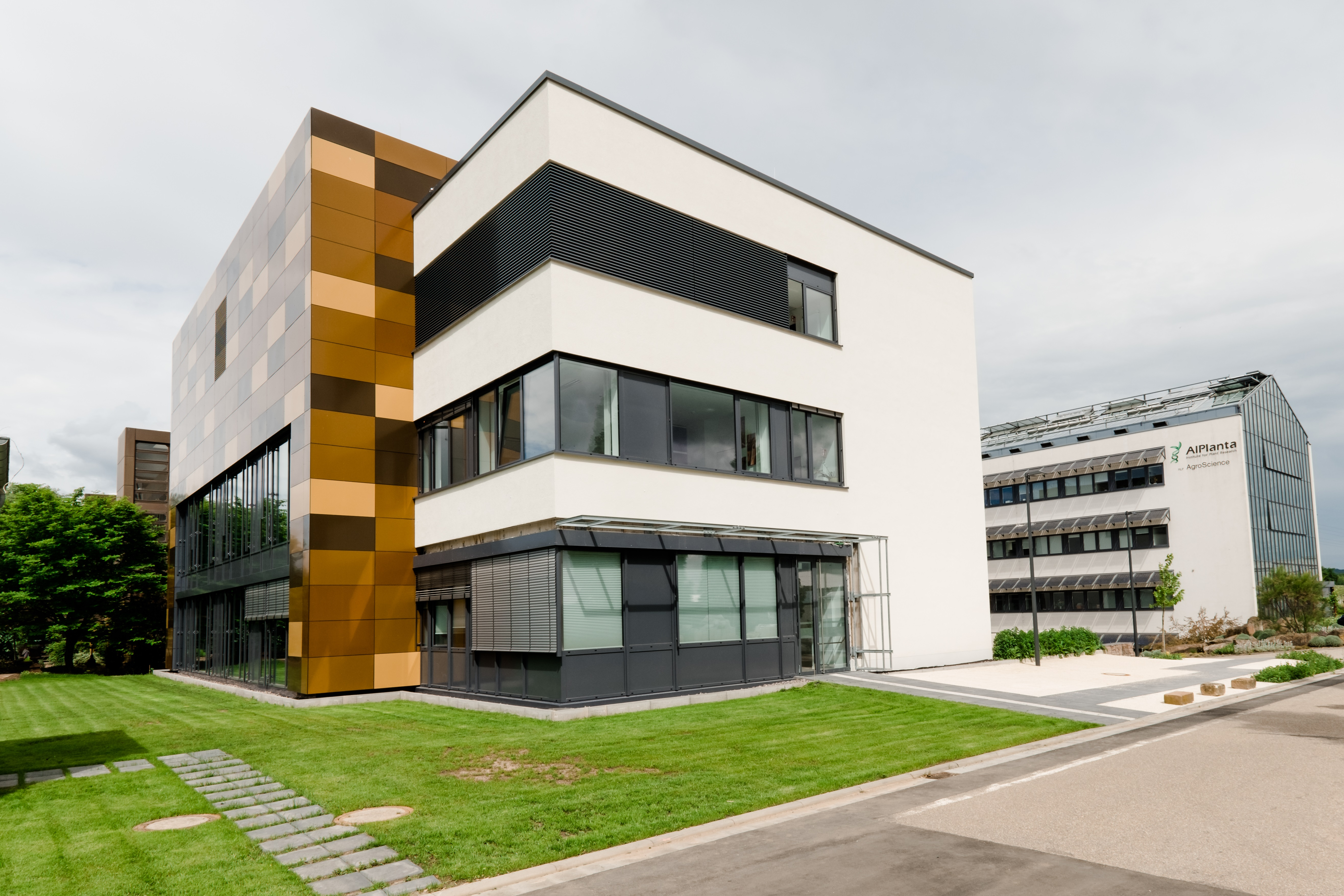
Gebäude Weincampus

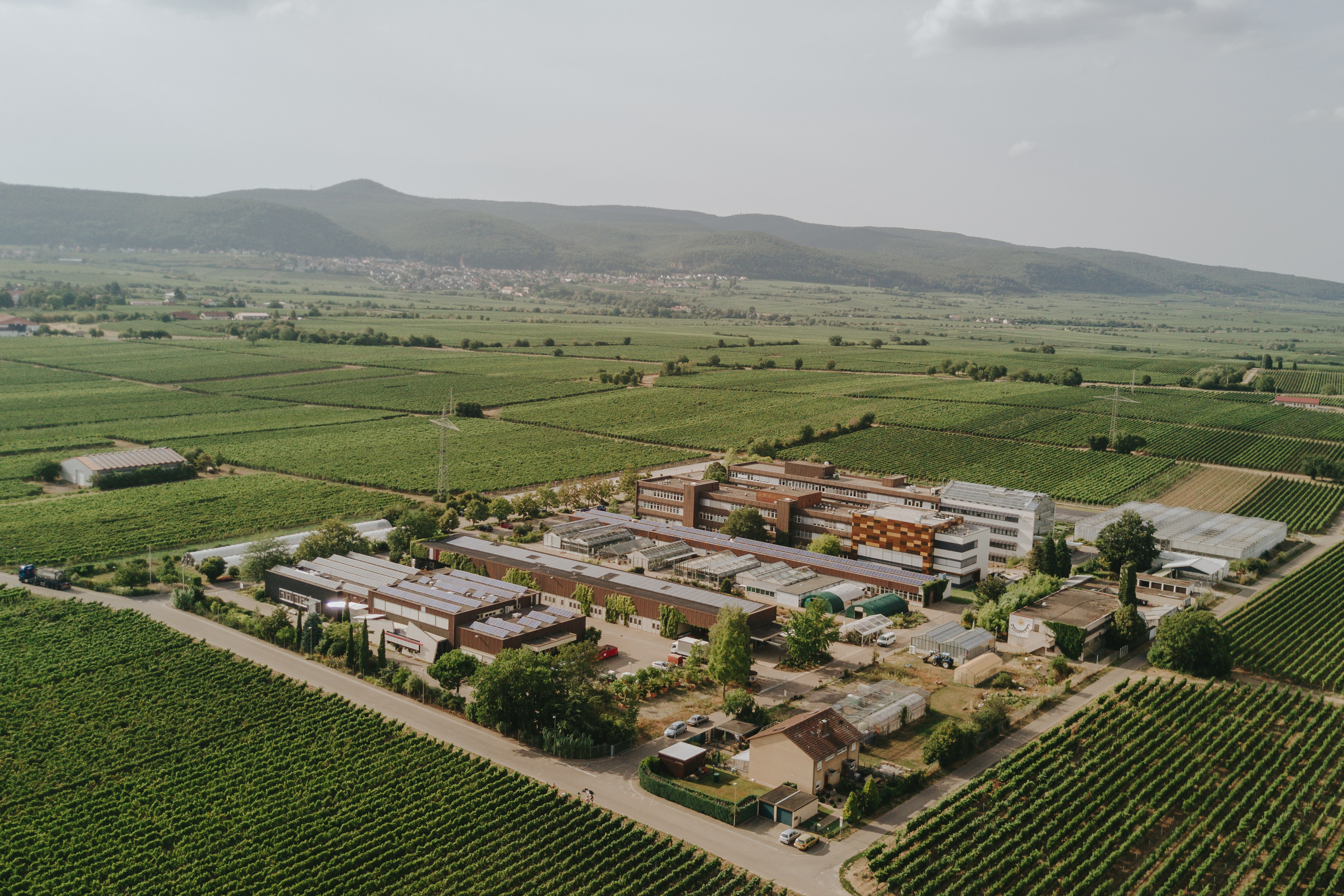
Weincampus Vogelperspektive

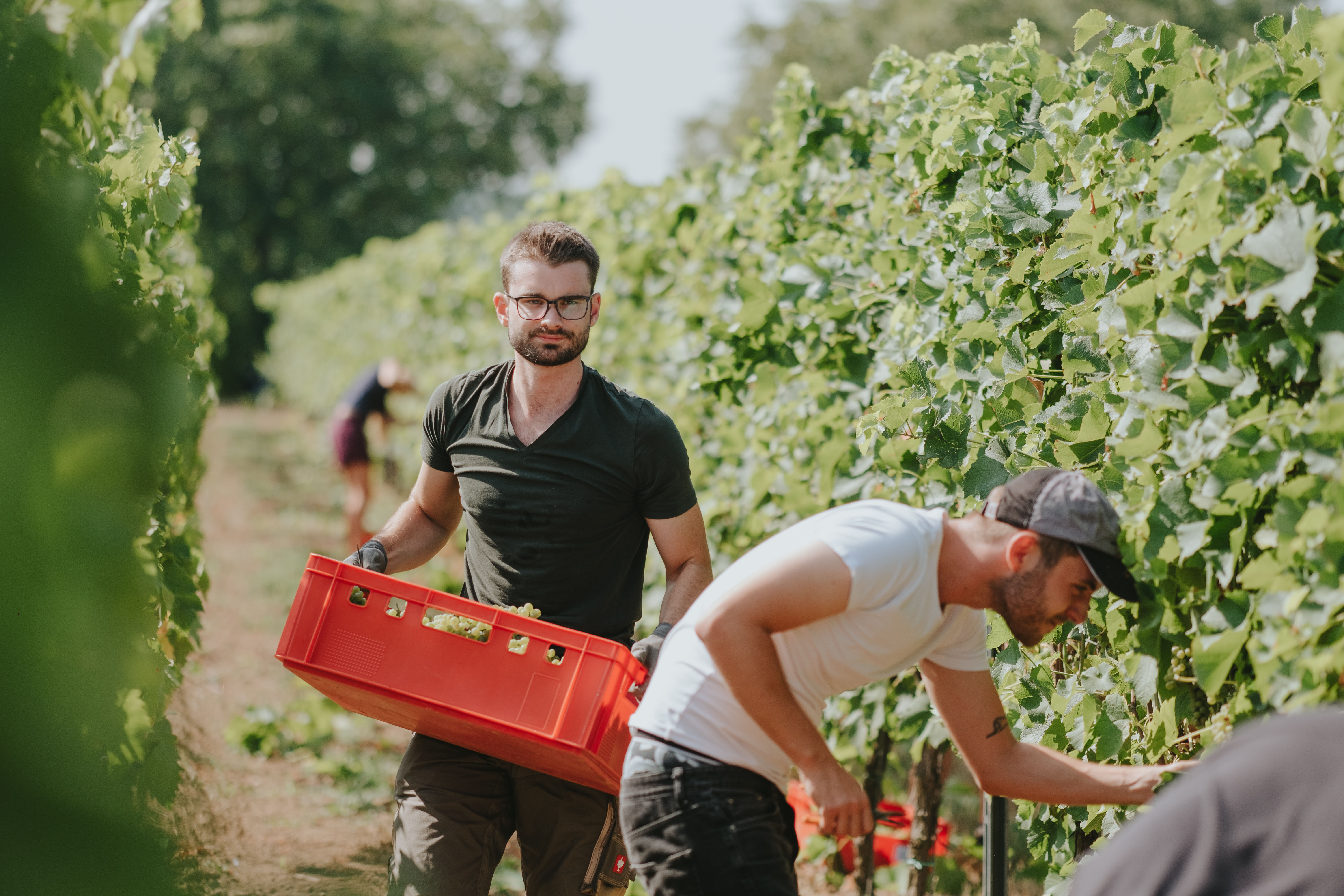
Studierende bei der Traubenlese

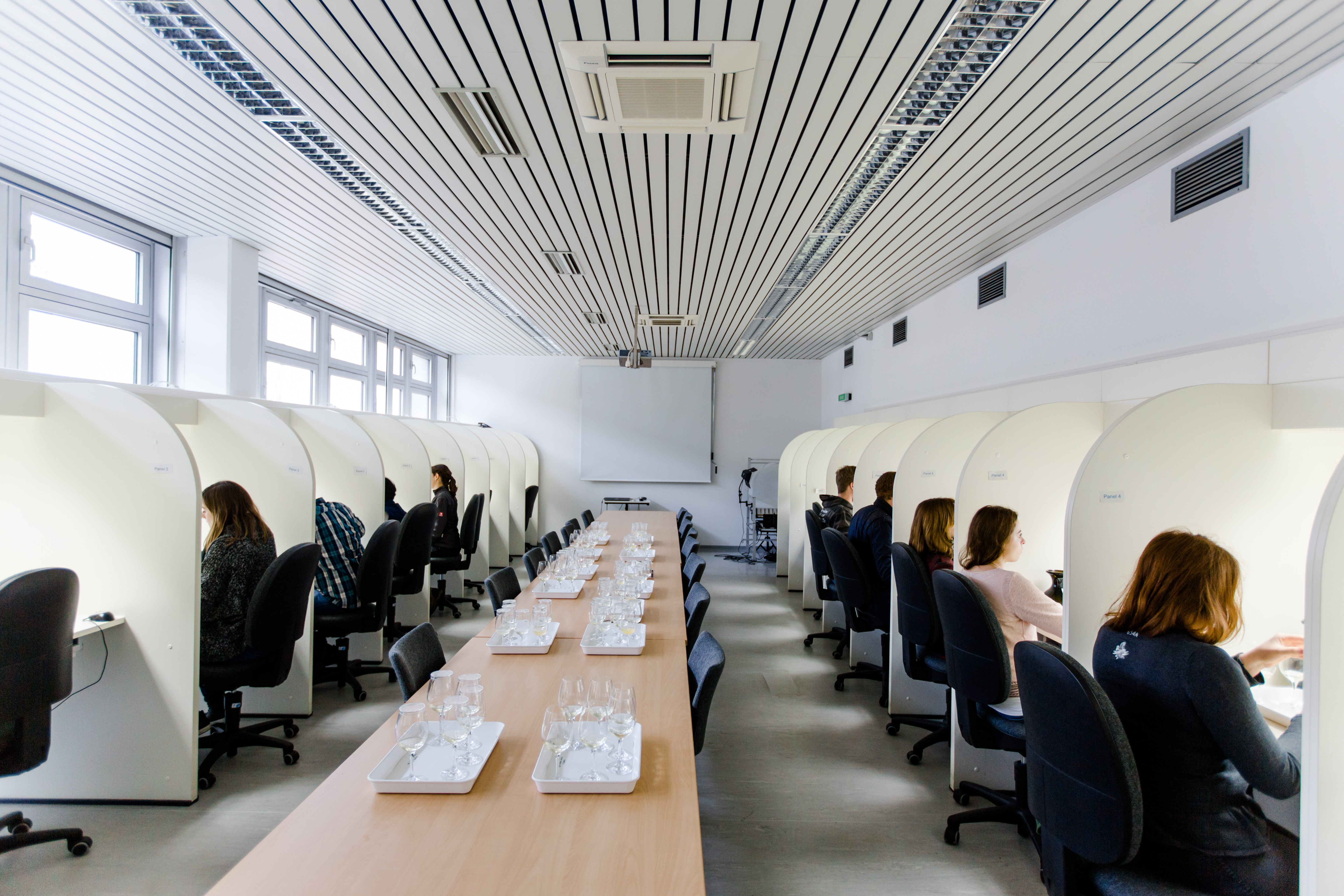
Sensoriklabor

Der Weincampus Neustadt ist eine wissenschaftliche Einrichtung für die Forschung und Lehre in Weinbau und Oenologie in Neustadt an der Weinstraße.
Auf Initiative des Landes Rheinland-Pfalz wurde 2009 der in Deutschland erste duale Studiengang Weinbau und Oenologie am Weincampus Neustadt gegründet. Grund für die Einrichtung eines solchen Studienganges war die steigende Nachfrage der Weinwirtschaft nach praktisch und theoretisch gut ausgebildeten Führungskräften. Hierzu finden sich allerdings keine Belege und ist eine Eigenbehauptung der Institution.
Am Weincampus Neustadt wurde der duale Bachelorstudiengang Weinbau und Oenologie, der duale deutsch-französische Masterstudiengang Weinbau und Angeboten, bis er aufgrund mangelnder Nachfrage eingestellt und im Jahre 2024 in einen deutsch-englischen Studiengang umgewandelt wurde. Auch der 10.000 € kostende Master of Business Administration Wine, Sustainability and Sales wird angeboten.

## Geschichte
Der Weincampus ist in Neustadt im zweitgrößten Weinanbaugebiet Deutschlands angesiedelt. Auf dem Gelände des Weincampus Neustadt befindet sich unter anderem das Staatsweingut mit Johannitergut, das seit dem achten Jahrhundert für den Weinbau genutzt wird. Allerdings ist nichts mehr von dem alten Weingut erhalten.
Im Lehr- und Versuchsbetrieb des Staatsweingutes reichen die Versuche bis ins 16. Jahrhundert zurück, in die Zeit des Kurfürsten Johann Casimir, der für seine Lieblingssorte „Gänsfüßer“ schon 1584 eine eigene Verordnung zur Pflanzung erließ.
1899 wurde in Neustadt die „Städtische Wein- und Obstbauschule“ gegründet, die im Jahr 1908 verstaatlicht und in „Königliche Lehr- und Versuchsanstalt für Wein- und Gartenbau“ umbenannt wurde.
1983 ist daraus die Lehr- und Forschungsanstalt für Landwirtschaft, Weinbau und Gartenbau des Landes Rheinland-Pfalz hervorgegangen. 2003 erfolgte die letzte Umbenennung im Zuge der Agrarverwaltungsreform in DLR Rheinpfalz (Dienstleistungszentrum ländlicher Raum Rheinpfalz). Hier forschen Wissenschaftler in den Fachgebieten Phytomedizin, Weinbau, Oenologie und Mikrobiologie. Weitere Forschungsgebiete am DLR Rheinpfalz sind der Gartenbau sowie der Obst- und Gemüsebau.
2009 wird der in Deutschland erste duale Studiengang Weinbau und Oenologie in Neustadt gegründet. Träger dieses Studienganges sind die drei Hochschulen Ludwigshafen, Bingen und Kaiserslautern in Kooperation mit dem Dienstleistungszentrum Ländlicher Raum (DLR) Rheinpfalz.
2012 erhielt die wissenschaftliche Einrichtung der drei Hochschulen einen eigenen Namen: Weincampus Neustadt.
2015 eröffnete die rheinland-pfälzische Umweltministerin Ulrike Höfken den Neubau. Der südliche Flügel des Dienstleistungszentrum Ländlicher Raum Rheinpfalz wurde um einen Anbau erweitert, in dem für die Studierenden weitere Hörsäle, Seminarräume und Labor-Übungsräume sowie eine neue Bibliothek zur Verfügung stehen.
Seit dem Wintersemester 2016/17 wird der berufsbegleitende Master-Studiengang Wine, Sustainability and Sales angeboten. 2018 wurde das Oenologische Technikum eröffnet. Mit Stand Juli 2018 studieren am Weincampus Neustadt rund 200 angehende Oenologen im dualen Studiengang Weinbau und Oenologie.

## Organisation
Der Weincampus Neustadt ist eine gemeinsame wissenschaftliche Einrichtung der Hochschule Ludwigshafen am Rhein, der Technischen Hochschule Bingen und der Hochschule Kaiserslautern in Kooperation mit dem Dienstleistungszentrum Ländlicher Raum (DLR) Rheinpfalz. Federführend ist die Hochschule Ludwigshafen. Die Expertise der drei Hochschulen zusammen mit den Branchenkenntnissen und der Infrastruktur des DLR Rheinpfalz sollen den Wissenstransfer aus der Forschung in die Praxis gewährleisten.
Am Weincampus Neustadt lehren und forschen Professoren der Hochschulen zusammen mit den Wissenschaftlern des DLR Rheinpfalz. 
Für die im Studium integrierte Berufsausbildung zum Winzer ist die Landwirtschaftskammer Rheinland-Pfalz zuständig.

## Dualer Studiengang Weinbau und Oenologie
Der Studiengang ist auf die speziellen Bedürfnisse von Winzerbetrieben und Weinkellereien, die Saisonalität des Weinbaus und die Besonderheiten der Winzerausbildung ausgerichtet. Das duale Studium Weinbau und Oenologie dauert inklusive der 24-monatigen Ausbildung zum Winzer vier Jahre. Der Abschluss der Winzerlehre (Prüfung durch die LWK Rheinland-Pfalz) und das Erreichen des Bachelorgrades mit 210 ETCS sind in vier Jahren möglich.
Ausbildung und Studium sind chronologisch und inhaltlich miteinander verzahnt. Während Studierende in anderen Studiengängen ab Mitte September im Hörsaal sitzen, sind die dualen Studierenden in Neustadt von Juli bis zum Vorlesungsbeginn Anfang November bei den entscheidenden Prozessen in der Weinherstellung dabei. Von Anfang November bis Mitte Februar und von März bis Anfang Juli werden in Vorlesungen, Übungen und Laborkursen die methodischen Grundlagen und das angewandte Wissen für den Wein vermittelt.
Ziel der Lehrveranstaltungen ist, die praktischen Erfahrungen der Ausbildungsabschnitte aufzugreifen und in einen übergeordneten Kontext zu stellen. Ausbildungsbetrieb und Hochschule sind gleichberechtigte Lernorte. Die Vorlesungsinhalte sind mit den für den Weinbau zentralen Tätigkeiten abgestimmt. Dazu gehören die Bewirtschaftung von Rebflächen, der Pflanzenschutz, die Traubenlese, die Traubenverarbeitung, die Weinbereitung, der Weinausbau, das Betriebsmanagement und das Weinmarketing.
Um der Verzahnung zwischen Theorie und Praxis Rechnung zu tragen, werden im Studium drei Praxisprojekte durchgeführt, das heißt von den Studierenden werden zusammen mit den Ausbildern und den Fachassistenten des Weincampus Neustadt während der Ausbildungsphasen praxisrelevante Fragestellungen wissenschaftlich bearbeitet.
Zwischen dem 4. und 5. sowie dem 5. und 6. Semester besteht für die dualen Studierenden die Möglichkeit, sechs Monate praktische Ausbildung in zwei Betrieben im Ausland zu absolvieren. 

## Studiengang Weinbau und Oenologie für Winzer mit abgeschlossener Ausbildung
Mit einer abgeschlossenen Berufsausbildung als Winzer, Weinbautechniker, Weinküfer, oder Weintechnologe kann man als sogenannter Direkteinsteiger das Studium beginnen und damit das Studium auf sechs Semester verkürzen.
Um in das Studium Weinbau und Oenologie mit abgeschlossener Winzerausbildung direkt einsteigen zu können, benötigt man Credits für die Fächer „Allgemeine Betriebswirtschaftslehre“ (ABWL) und „Chemische Grundlagen für Weinbau und Oenologie“. Als Küfer bzw. Weintechnologe sind zusätzlich Credits für das Fach „Grundlagen des Weinbaus“ und eine dreimonatige fachspezifische weinbauliche Praxisphase vor Studienbeginn erforderlich. Voraussetzung ist in jedem Fall eine Hochschulzugangsberechtigung.

## Master of Business Administration (MBA) Wine, Sustainability and Sales
Seit 2016 ergänzt der MBA Wine, Sustainability and Sales das Studienangebot am Weincampus Neustadt. Der MBA Wine, Sustainability and Sales ist ein berufsbegleitendes Studium für die Weinwirtschaft, in dem nachhaltiges Management und Vertriebskompetenzen adressiert werden. Problemlösungsstrategien und betriebswirtschaftliche Instrumente werden anhand von Fallbeispielen aus der Praxis vermittelt. Neben den klassischen betriebswirtschaftlichen Inhalten eines MBA werden der Vertrieb, die ökologische, soziale und wirtschaftliche Nachhaltigkeit, die Regularien und der Handel sowie internationale Weinmärkte, die Konsumentenforschung und die Weinsensorik auf wissenschaftlich neuestem Stand abgedeckt. Die Studierenden lernen die Welt der internationalen Weine, deren Besonderheiten und sensorische Charakteristika kennen.
Der auf zwei Jahre ausgerichtete, internationale und englischsprachige MBA Wine, Sustainability and Sales erfordert insgesamt sechsmal eine Woche Anwesenheit. Die restliche Zeit wird über digitale Lehrformen abgedeckt. Das Master-Programm richtet sich an Praktiker, die ihre Kenntnisse ausweiten möchten. Neben Bewerbern mit abgeschlossenem Erststudium ist der Studiengang für beruflich qualifizierte Interessenten ohne ersten Hochschulabschluss offen.

## Studierende und Absolventen
200 angehende Oenologen studieren im dualen Studiengang Weinbau und Oenologie. Jeder der vier Jahrgänge umfasst ca. 50 Studierende, wovon 35 % weiblich sind. Etwa 40 % der Studierenden stammen aus Familien mit eigenem Winzerbetrieb. Durch die Kombination von Berufsausbildung und Studium hat sich erstmals für Studierende ohne familiären Hintergrund im Weinbau die Chance eröffnet, in der Branche Fuß zu fassen.
Die dualen Studierenden kommen aus allen weinbautreibenden und nicht-weinbautreibenden Regionen Deutschlands. Die wichtigsten Einzugsregionen für den dualen Studiengang Weinbau und Oenologie Rheinland-Pfalz sind die Pfalz, Baden und Württemberg gefolgt von Franken (Region) und der Mosel. Aber auch über die Grenzen Deutschlands hinaus bewerben sich Personen für das duale Studium in Neustadt. Die Quote der internationalen Studierenden beträgt aktuell neun Prozent.
Die Branchendurchdringung der dualen Absolventen ist nach sechs Abschlussjahrgängen hoch. Von den 300 Alumni des Studienganges Weinbau und Oenologie sind die meisten Absolventen, neben der klassischen Nachfolge im elterlichen Betrieb, als Kellermeister, Außenbetriebsleiter oder als technischer Betriebsleiter tätig. Die Verortung der Absolventen reicht von Weingütern in den Steillagen der Moselregion bis nach Neuseeland. Andere Absolventen sind im Vertrieb von Zulieferbetrieben oder in Weinmarketing-Unternehmen tätig, gehen in den Fachjournalismus oder fassen in Behörden oder wissenschaftlichen Einrichtungen Fuß. Auch im Ausland ist die Ausbildung am Weincampus anerkannt. Jeder fünfte Absolvent geht nach dem Studium ins Ausland, um dort kurz- oder längerfristig zu arbeiten. Rund acht Prozent der Absolventen entschließen sich für einen konsekutiven Master.

## Forschung
Die Professoren forschen zusammen mit Wissenschaftlern des DLR Rheinpfalz gemäß den Zielen eines gemeinsamen Strategieplans am Standort. Alle Forschungsvorhaben verfolgen mindestens eines der folgenden fünf Strategieziele:
- Anpassung an den Klimawandel
- Nachhaltiger Umweltschutz
- Ressourceneffiziente und schonende Verfahren
- Technologietransfer und Digitalisierung
- Wettbewerbsfähigkeit regionaler und nachhaltiger Produkte

Derzeit werden in rund 20 Einzelprojekten mit einem Volumen von knapp drei Millionen Euro Themen aus der anwendungsorientierten Forschung bearbeitet, die von der Rebphysiologie, über die Weinbautechnik bis zur Aromachemie und Weinmarktforschung reichen. In den Drittmittelprojekten, die i. d. R. zu 90 % von der öffentlichen Hand getragen werden, sind aktuell 15 Doktoranden, drei Post-Docs und sechs technische Assistenten beschäftigt. Hierbei handelt es sich jedoch um nicht verifizierte Aussagen. Die Doktoranden am Standort bilden ein Doktorandenkolleg, in dessen Rahmen regelmäßiges Reporting durch die Doktoranden und wissenschaftliche Seminare stattfinden. Alle Doktorarbeiten am Standort laufen in Kooperation mit Universitäten in Deutschland und im Ausland.
Eine Zusammenarbeit in Lehre und Forschung besteht nach Behauptung des Weincampus unter anderem mit dem Australien Wine Research Institute (AWRI), der University of California (UC) Davis, der Stellenbosch University, dem Bordeaux Sciences Agro, der Universität des Oberelsass und der Haute École Spécialisée de Suisse occidentale.